# Germán Robles
Germán Horacio Robles San Agustín (Gijón, Asturias, 20 de marzo de 1929-Ciudad de México, 21 de noviembre de 2015), conocido como Germán Robles, fue un actor y actor de doblaje hispanomexicano. 
En doblaje, destacó por su trabajo para películas animadas de Walt Disney y Pixar como A Bug's Life (1998), donde dio voz a Manny, y Ratatouille, donde prestó su voz a Anton Ego.

## Biografía y carrera

### Primeros años
Germán Horacio Robles San Agustín nació el 20 de marzo de 1929 en Gijón, Asturias, siendo hijo del pintor Germán Horacio y Florinda San Agustín, así como nieto del escritor Pachín de Melás. Debido a la Guerra civil, emigró junto a su familia a México. 

### Trayectoria actoral
Asentado en Ciudad de México, comenzó una carrera como actor. Una actuación que marcó su vida y que le dio fama y reconocimiento mundial fue su actuación en la película mexicana El vampiro, y su continuación, El ataúd del vampiro.
También es recordado por haber interpretado a Don Román, el primo de Don Ramón, en la serie de televisión El Chavo del 8.

## Muerte
El 21 de noviembre de 2015, Robles falleció en Ciudad de México a los 86 años de edad, a causa de complicaciones de salud derivadas por una enfermedad pulmonar obstructiva crónica. Su cuerpo fue cremado y sus cenizas fueron entregadas a sus familiares, quienes las repatriaron a Peñarrubia, poblado de Asturias, España, donde se desconoce si fueron colocadas o esparcidas en el mismo sitio donde sus padres fueron sepultados, lugar cuya localización específica no se reveló públicamente.

## Filmografía

### Cine
| Año  | Título                                    | Papel                                         |
| ---- | ----------------------------------------- | --------------------------------------------- |
| 1957 | El vampiro                                | Karol de Lavud / Duval                        |
| 1958 | El ataúd del vampiro                      | Karol de Lavud                                |
| 1958 | El castillo de los monstruos              | El Vampiro                                    |
| 1959 | La vida de Agustín Lara                   | Agustín Lara                                  |
| 1959 | Pueblo en armas                           |                                               |
| 1960 | La maldición de Nostradamus               | Nostradamus                                   |
| 1960 | La sombra en defensa de la juventud       |                                               |
| 1960 | ¡Viva la soldadera!                       |                                               |
| 1961 | La sangre de Nostradamus                  | Nostradamus                                   |
| 1961 | ¿Dónde estás corazón?                     |                                               |
| 1961 | La maldición de Nostradamus               | Nostradamus                                   |
| 1961 | La furia del ring                         |                                               |
| 1962 | Nostradamus y el destructor de monstruos  | Nostradamus                                   |
| 1962 | El barón del terror                       | Indalecio Pantoja/Sebastian de Pantoja        |
| 1962 | Nostradamus, el genio de las tinieblas    | Nostradamus                                   |
| 1963 | La cabeza viviente                        | Prof. Muller                                  |
| 1963 | En la vieja California                    | Don Pedro                                     |
| 1963 | Herencia maldita                          | Fernando                                      |
| 1963 | Los bravos de California                  |                                               |
| 1963 | División narcóticos                       |                                               |
| 1964 | El río de las ánimas                      | René Fonseca                                  |
| 1964 | Frente al destino                         |                                               |
| 1964 | El espadachín                             |                                               |
| 1964 | Semáforo en rojo                          |                                               |
| 1964 | Dos caballeros de espada                  | Conde de Pineda, Oidor                        |
| 1964 | Los murciélagos                           |                                               |
| 1965 | El hombre propone -                       |                                               |
| 1965 | El zurdo                                  | Nazario                                       |
| 1965 | Los asesinos del karate                   |                                               |
| 1966 | El proceso de Cristo                      | Caifás                                        |
| 1966 | Cuernavaca en primavera                   | Ali Al Raschid                                |
| 1967 | Rocambole contra la secta del escorpión   |                                               |
| 1968 | El cuarto chino                           | Pedro Martínez                                |
| 1968 | Un toro me llama                          |                                               |
| 1969 | Almohada para tres                        |                                               |
| 1969 | Trampa para un cadáver                    |                                               |
| 1970 | The Phantom Gunslinger                    |                                               |
| 1972 | El jardín de la Tía Isabel                |                                               |
| 1972 | Sie tötete in Ekstase                     | Policía                                       |
| 1972 | El arte de engañar                        |                                               |
| 1973 | El tigre de Santa Julia                   | Juan Negrete                                  |
| 1974 | Hernán Cortés                             |                                               |
| 1974 | Los vampiros de Coyoacán                  | Dr. Wells                                     |
| 1975 | Rapiña                                    | Evodio                                        |
| 1976 | Tiempo y destiempo                        |                                               |
| 1981 | Recuerdo de Xochimilco                    |                                               |
| 1982 | Andante spianato                          |                                               |
| 1990 | Secta satánica: El enviado del Sr.        | El enviado del Sr.                            |
| 1990 | Sor Batalla                               | Padre Benjamín                                |
| 1991 | El ninja mexicano                         |                                               |
| 1991 | El jinete de la divina providencia        |                                               |
| 1993 | Fray Bartolomé de las Casas               |                                               |
| 1997 | Reclusorio                                | Abogado defensor                              |
| 1997 | Anastasia                                 | Rasputín                                      |
| 1998 | Bichos: una aventura en miniatura         | Manny                                         |
| 1999 | La paloma de Marsella                     |                                               |
| 2006 | Piratas del Caribe: El cofre de la muerte | Davy Jones (doblaje: español latinoamericano) |
| 2007 | Ratatouille                               | Anton Ego                                     |
| 2007 | La leyenda de la Nahuala                  | Fray Godofredo                                |
| 2007 | Piratas del Caribe: en el fin del mundo   | Davy Jones (doblaje: español latinoamericano) |
| 2010 | El secreto                                | Blasco                                        |

### Televisión
- El otro (1960)
- Divorciadas (1961)
- Cielo sin estrellas (1961)
- Borrasca (1962)
- Las modelos (1963) - Pierre
- Cumbres Borrascosas (1964) - Linton
- Desencuentro (1964) - Felipe
- La impostora (1965) - José
- El derecho de nacer (1966-1967) - Ricardo
- Rocambole (1967) - Andrés
- Deborah (1967)
- Concierto de almas (1969) - Guillermo
- El carruaje (1972) - General Mariano Escobedo
- El edificio de enfrente (1972-1973)
- Penthouse (1973-1974)
- El chavo del 8 (1975) - Don Román
- La venganza (1977) - Gobernador de St. Angelo
- La hora del silencio (1978) - Miguel Romero
- Viviana (1978-1979) - Manuel, padre de Viviana
- Un solo corazón (1983-1984) - Juez
- Los años felices (1984-1985) - Renato
- Principessa (1984-1986) - Ramiro
- Cicatrices del alma (1986-1987) - Imanol Fonseca de Landeros
- Amor de nadie (1990-1991) - Velarmino
- Clarisa (1993) - Cardona
- Marisol (1996) - Basilio
- La antorcha encendida (1996) - Ángel Avella
- Los hijos de nadie (1997) - Germán
- Serafín (1999) - Don Raúl
- Amigos x Siempre (2000) - Neftalí Güemes
- Pasión (2007-2008) - Timoteo de Salamanca

### Doblaje

#### Cine
Bill Nighy
- Piratas del Caribe 2: El cofre de la muerte (2006) - Davy Jones
- Piratas del Caribe 3: En el fin del mundo (2007) - Davy Jones

Otros
- Los Siete Samuráis (1972) - Kikuchiyo
- El Padrino (1972) - Jack Woltz
- H*M*M*C (1978) - Teniente-Coronel Henry Braymore Blake
- Alien, el octavo pasajero (1979) - Parker
- Los siete magníficos (1981) - Lee
- Tron (1982) - Dillinger/Sark
- Knight Rider (1982) - kitt
- La ley de la calle (1983) - Patterson el policía
- La Historia sin Fin (1984) - Come rocas
- Terminator (1984) - Dr. Silberman
- 13 Guerreros (1999) - Melchisideck
- El Día Final (1999) - Padre Kovak
- Una Mente Brillante (2001) - Dr. Rosen
- Daredevil (2003) - Padre Everett
- Casshern (2005) - Teniente-Coronel Kamijo

#### Películas animadas
- Robotech: La película (1986) - Profesor Embry
- Felidae (1994) - Pascal / Claudandus
- Anastasia (1997) - Rasputin
- Bichos, una aventura en miniatura (1998) - Manny
- El planeta del tesoro - Mr. Arrow
- Ratatouille (2007) - Anton Ego
- La Leyenda de la Nahuala (2007) - Fray Godofredo

#### Series
- Días de nuestras vidas (1965-1994) - Tom Horton Sr.
- Shogun (1980) - Capitán Ferriera
- Knight Rider (1982-1986) - K.I.T.T.
- H*M*M*C (1984-1987) - Teniente-Coronel Henry Braymore Blake
- H*M*M*C (1987-1995) - Coronel Sherman T. Potter

#### Series animadas
- Meteoro (1993-1994) Papa Racer
- Street Fighter II-V (1994-1995) - M. Bison

## Premios y nominaciones

### Premios TVyNovelas
| Año  | Categoría          | Trabajo nominado | Resultado |
| ---- | ------------------ | ---------------- | --------- |
| 2008 | Mejor primer actor | Pasión           | Ganador   |

### Premios Bravo
| Año  | Categoría                        |
| ---- | -------------------------------- |
| 2008 | Mejor actor masculino en doblaje |